# 羅馬諾島

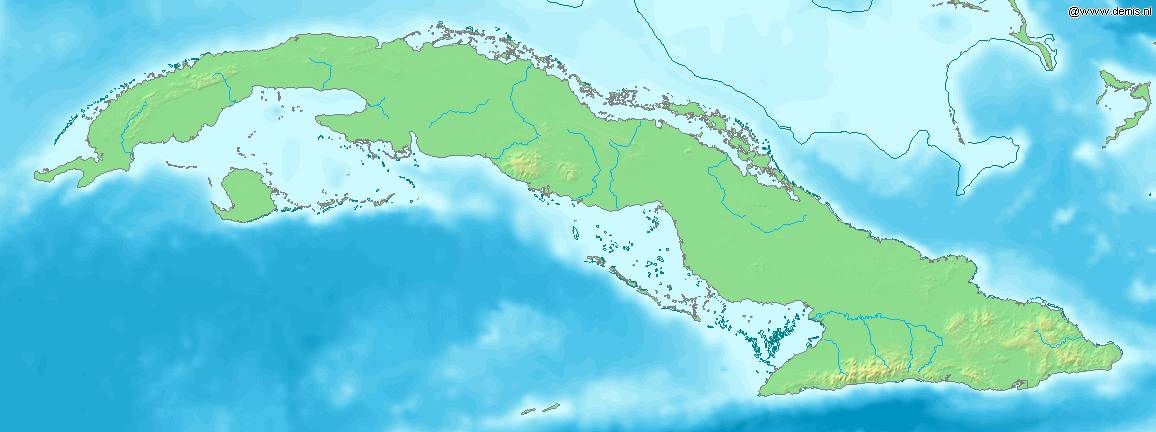

羅馬諾島是古巴的島嶼，位於該國北岸加勒比海，屬於大安地列斯群島的一部分，由卡馬圭省負責管轄，面積777平方公里，是該國第三大島嶼，最高點海拔高度45米。
22°04′00″N 77°50′00″W / 22.0666667°N 77.8333333°W